# Dekanat Lublin – Wschód
Dekanat Lublin – Wschód – jeden z 28 dekanatów w rzymskokatolickiej archidiecezji lubelskiej.

## Parafie
W skład dekanatu wchodzi 10 parafii:
- parafia MB Królowej Polski – Lublin
- parafia MB Wspomożenia Wiernych – Lublin
- parafia Chrystusa Króla – Lublin
- Niepokalanego Poczęcia Najświętszej Maryi Panny – Lublin
- parafia św. Agnieszki – Lublin
- parafia św. Antoniego Padewskiego – Lublin
- parafia św. Maksymiliana – Lublin
- parafia św. Ojca Pio – Lublin
- parafia Świętego Krzyża – Lublin
- parafia Trójcy Przenajświętszej – Lublin

## Sąsiednie dekanaty
Lublin – Podmiejski, Lublin – Śródmieście, Lublin – Południe, Świdnik